# Synagoge (Veselí nad Moravou)

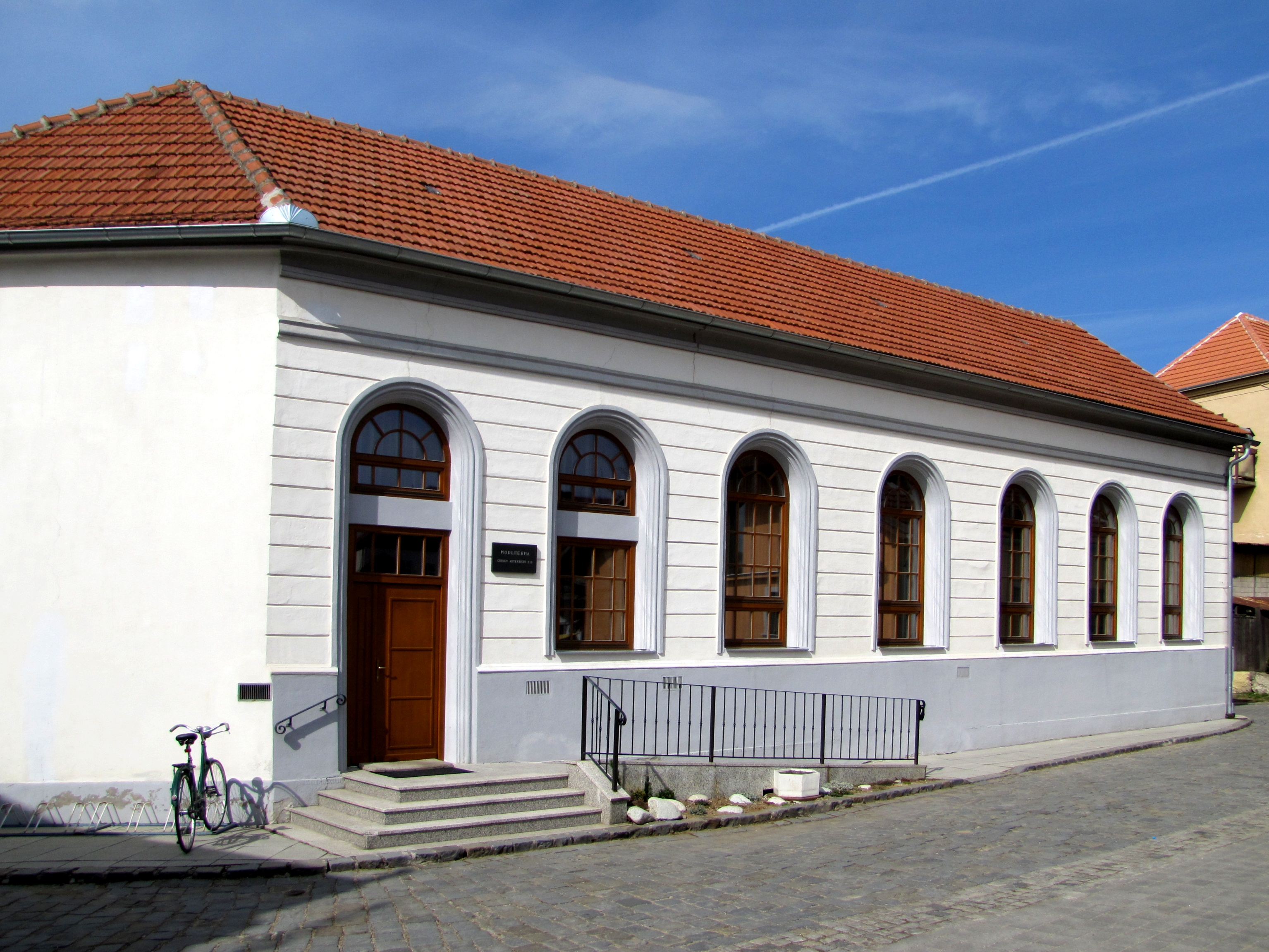
Synagoge in Veselí nad Moravou

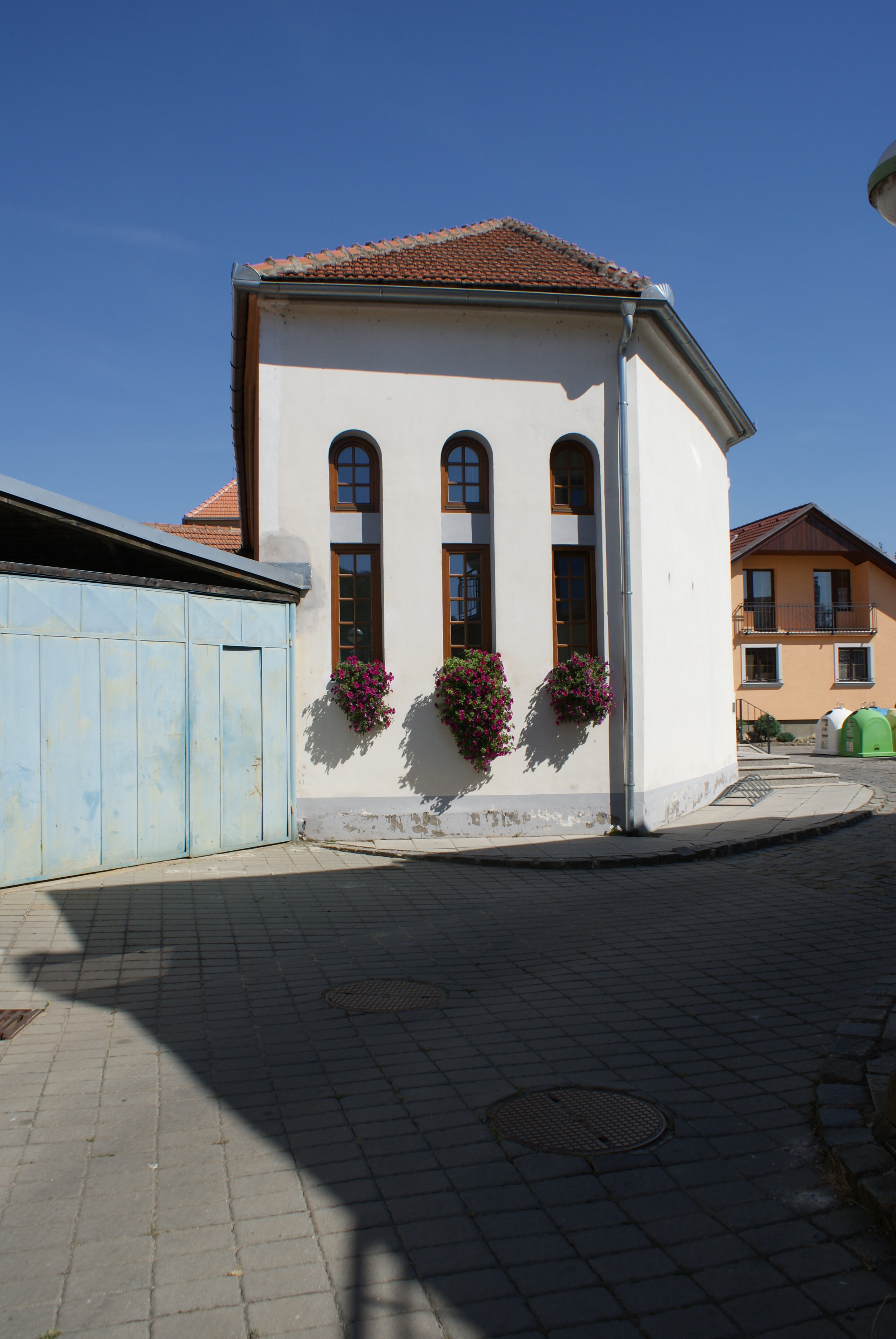
Rückseite

Die Synagoge in Veselí nad Moravou (deutsch Wessely an der March), einer Stadt im Okres Hodonín der Südmährischen Region in Tschechien, wurde 1840 errichtet. Nach dem Zweiten Weltkrieg wurde sie als Lagerraum genutzt, seit dem Umbau 1991–1993 dient sie als Gebetshaus der Siebenten-Tags-Adventisten. Seit 1993 ist das Gebäude ein geschütztes Kulturdenkmal.